# Contea di Makit
La contea di Makit (麦盖提县S, Màigàití XiànP) è una contea della Cina, situata nella regione autonoma di Xinjiang e amministrata dalla prefettura di Kashgar.